# آنالپس
آنالپس (از یونان باستان ἀνάληψις) یا بازگشت به عقب، یکی از آرایه‌های ادبی در روایت داستان است. این آرایه بازگشت به عقب، از روند فعلی داستان به اتفاقی که به گذشته مربوط است را در بر می‌گیرد. آنالپس را می می‌توان معادل فلاش‌بک در سینما یا پویانمایی در نظر گرفت.

## کاربرد
آنالپس در موارد زیر به کار می‌رود:
- روشن کردن گذشته شخصیت‌های داستان
- توجیه کردن جنبه روانشناختی شخصیت‌های داستان